# Padang Birik-Birik
Padang Birik-Birik is een bestuurslaag in het regentschap Pariaman van de provincie West-Sumatra, Indonesië. Padang Birik-Birik telt 850 inwoners (volkstelling 2010).